# 百日大厅

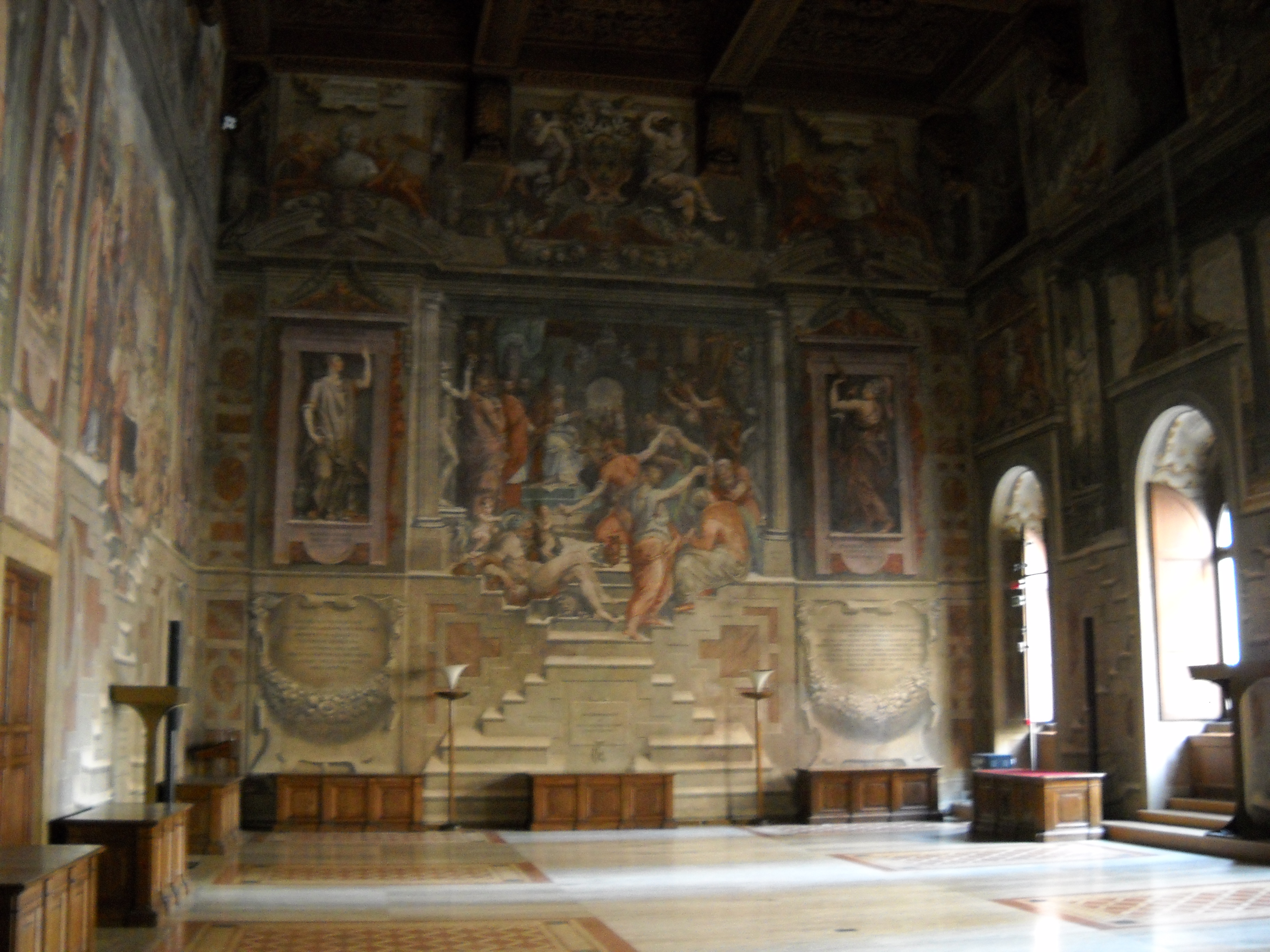
百日大厅

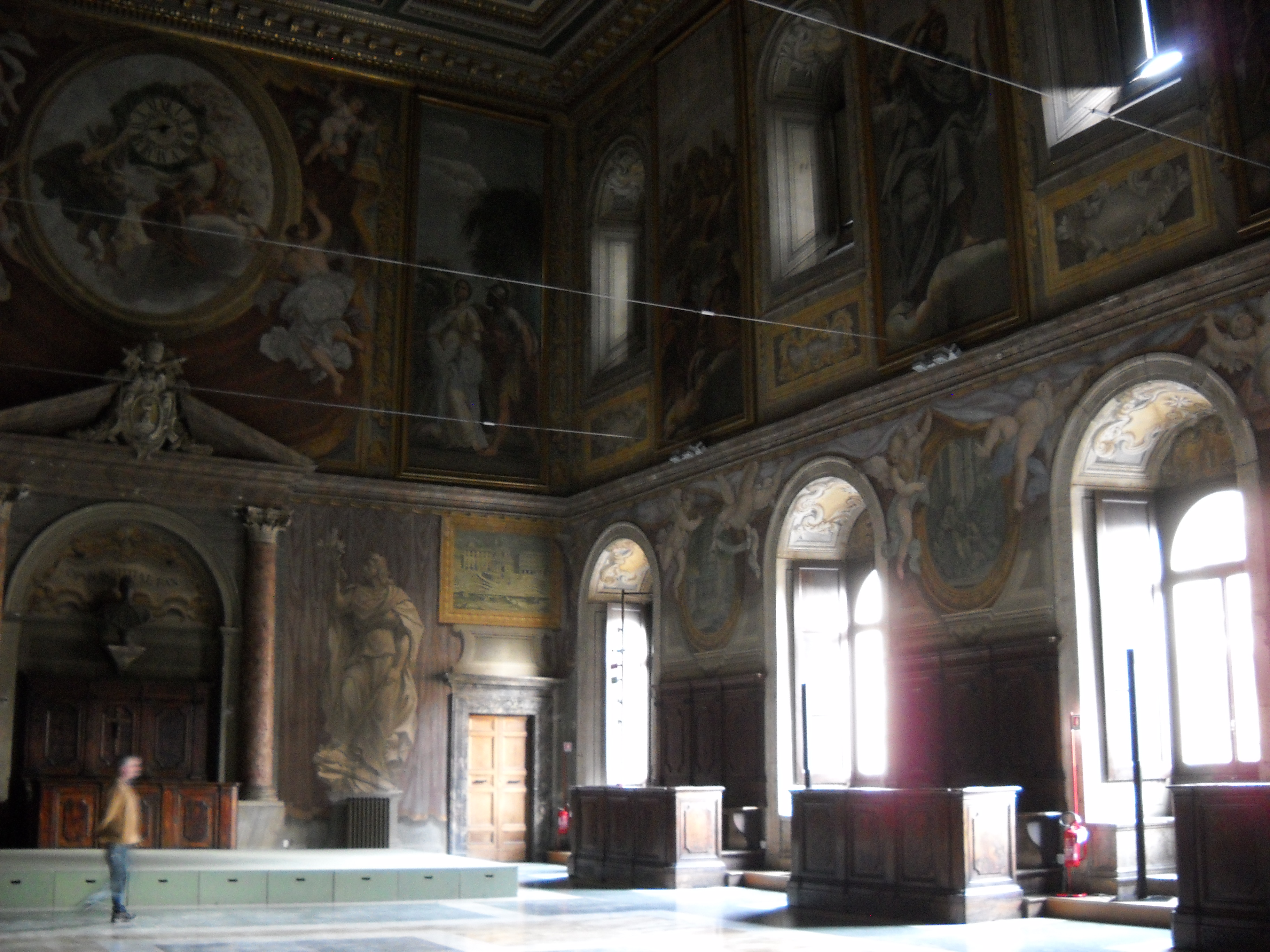
百日大厅

百日大厅（Sala dei Cento Giorni）是意大利罗马市中心文书院宫（Palazzo della Cancelleria）内的一个画满湿壁画的大厅。壁画体现了乔尔乔·瓦萨里及其团队的风格主义特征。

## 历史
1546年3月，亚历山大·法尔内塞枢机（1520–1589）听取保罗·乔维奥的建议，委托乔尔乔·瓦萨里为重建的巨大的文书院宫大厅来画湿壁画，来纪念枢机的祖父，教宗保禄三世。在瓦萨里的艺术家传记《艺苑名人传》中，详细介绍了这项工作的规划、委托和实施。传说，瓦萨里向以一丝不苟的风格而闻名的米开朗基罗，吹嘘他在一百天完成的速度，米开朗基罗回答说：“看见了！”（si vede!）。

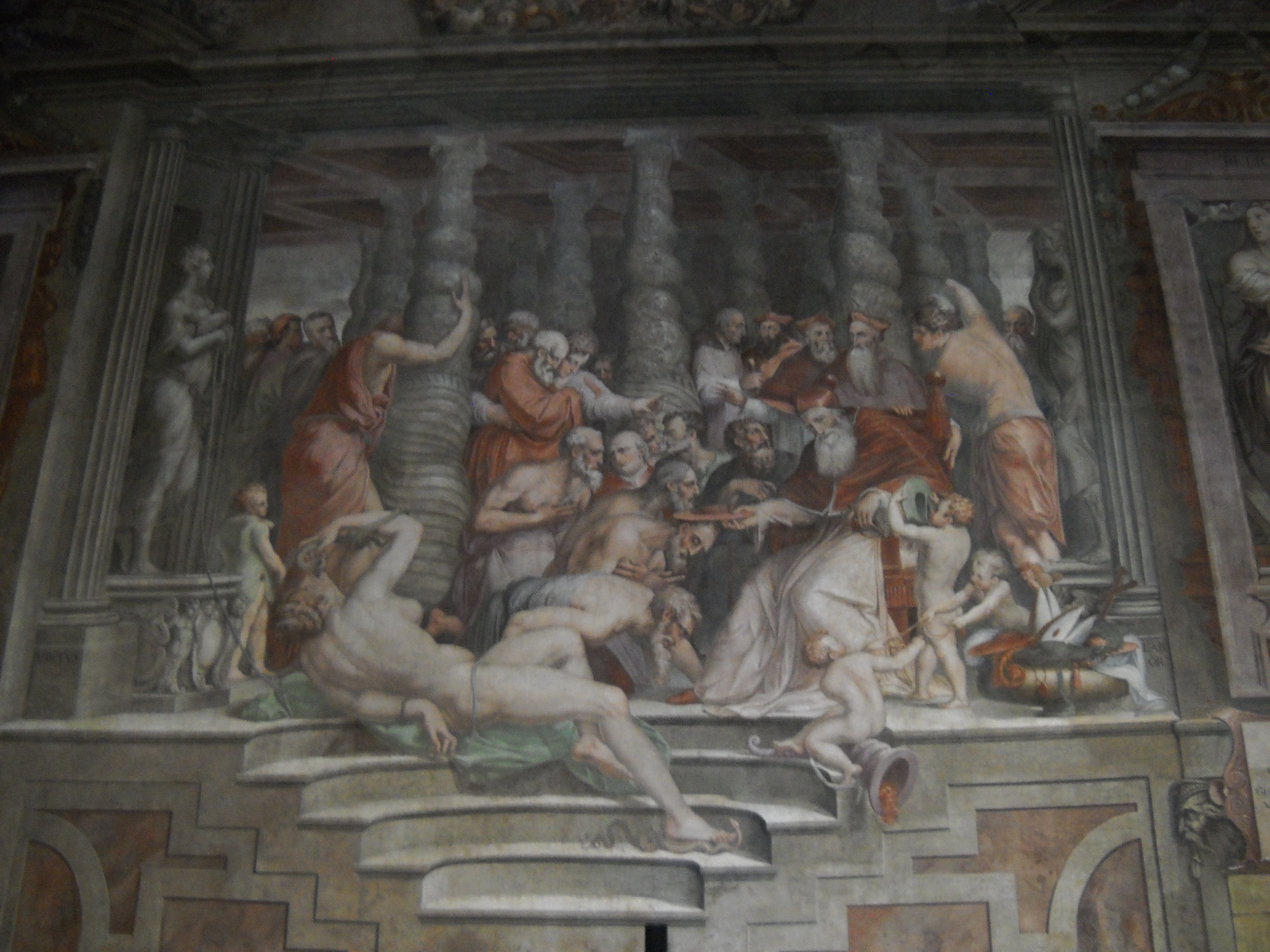
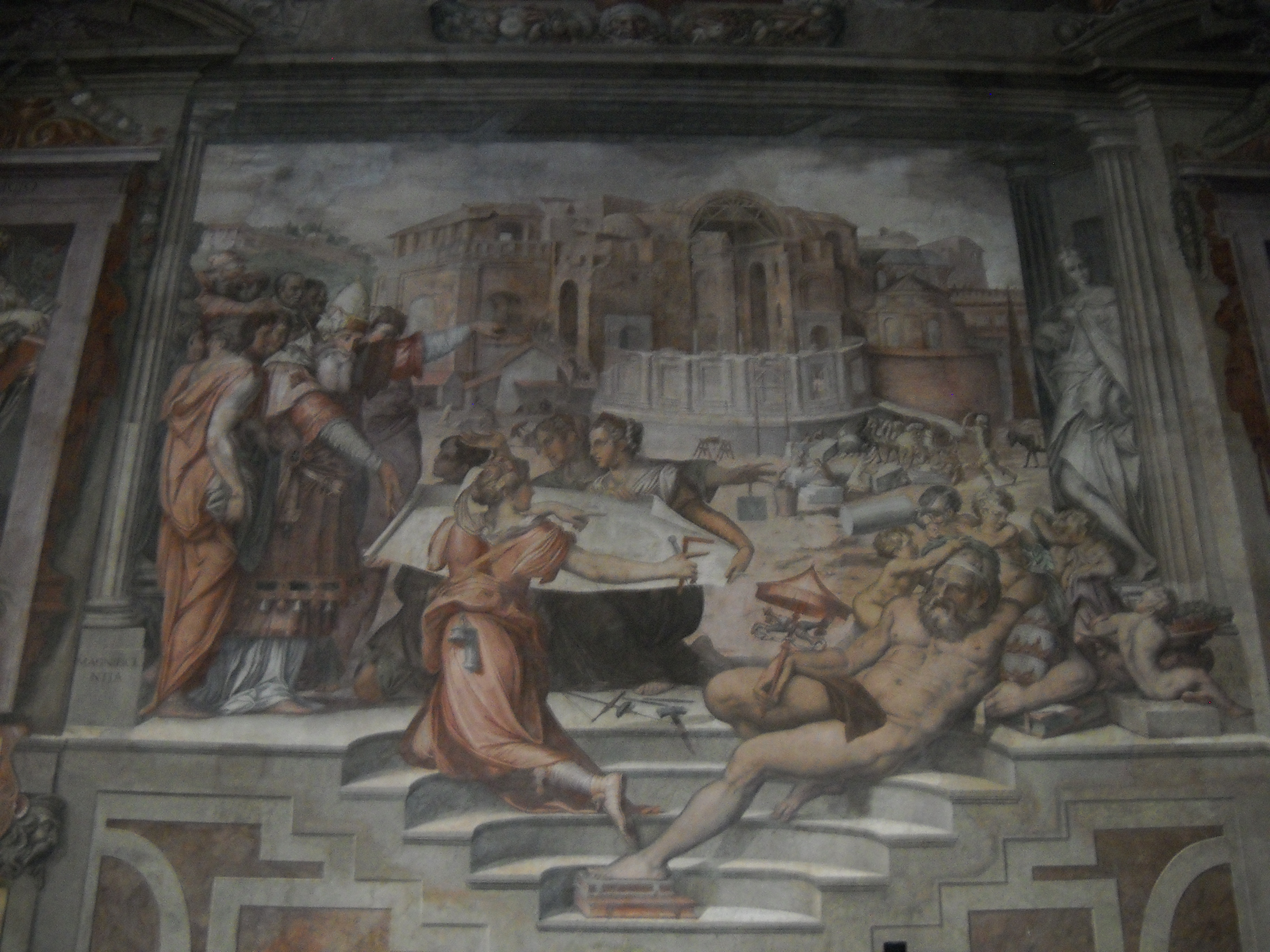
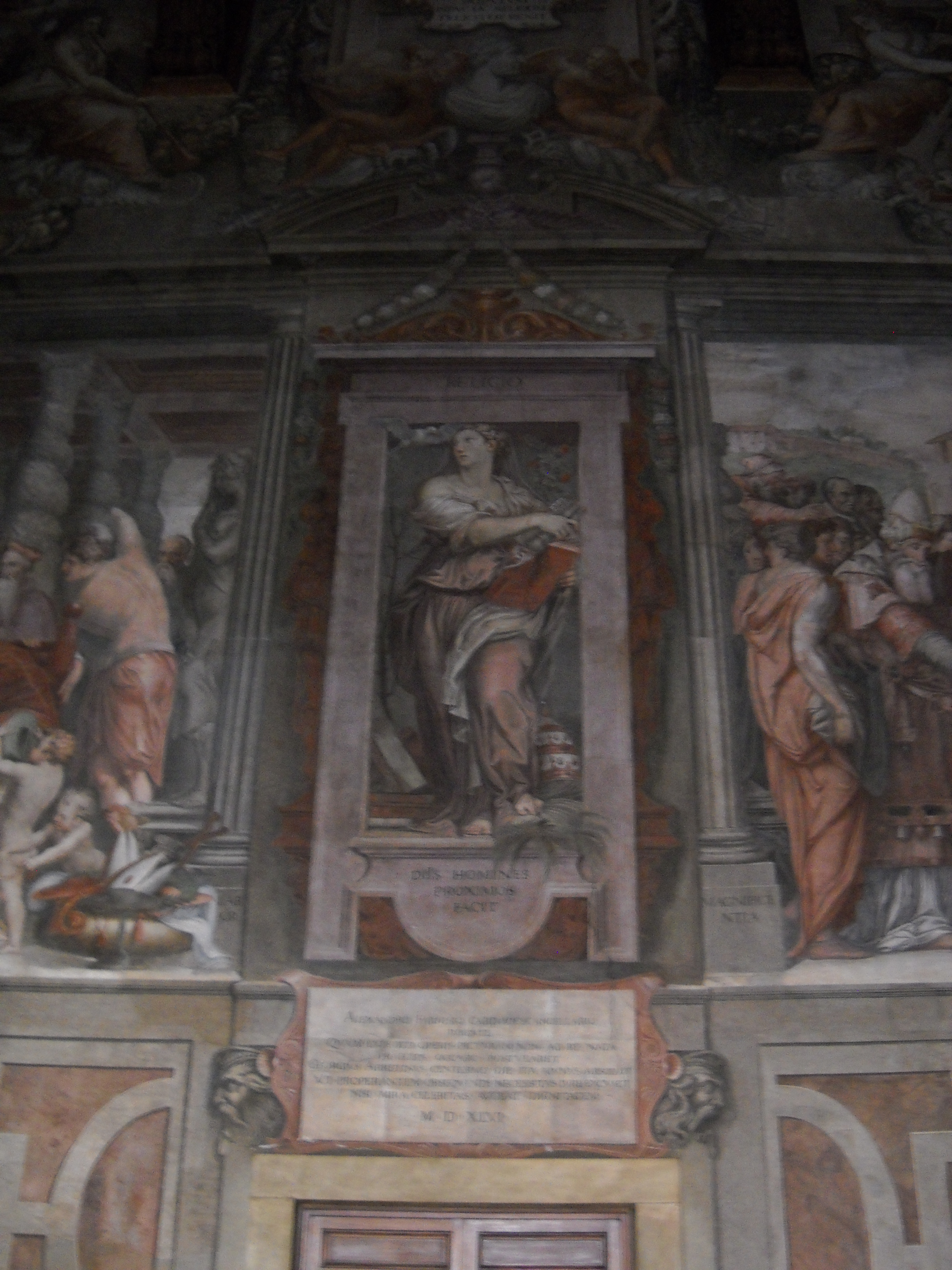
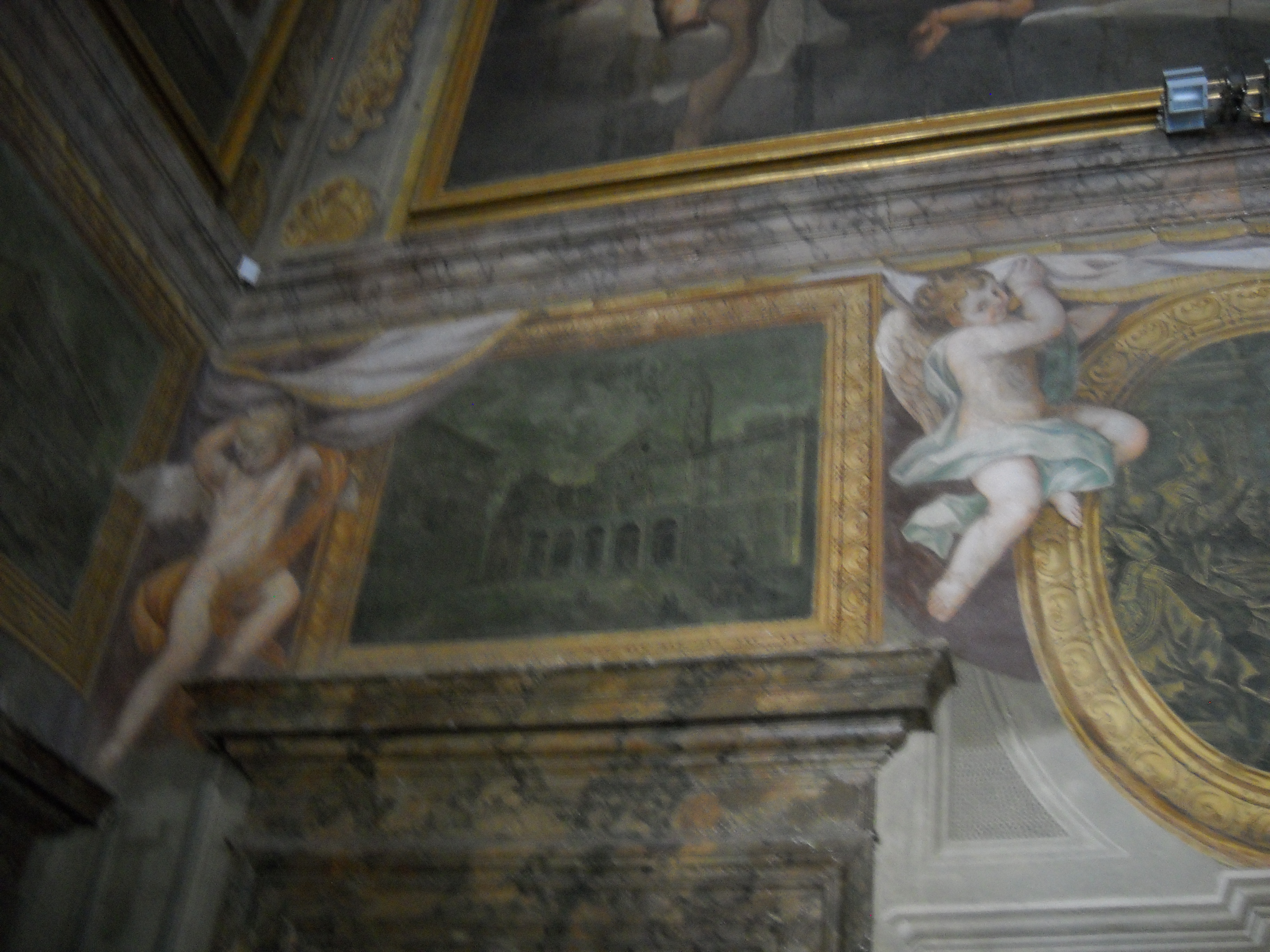
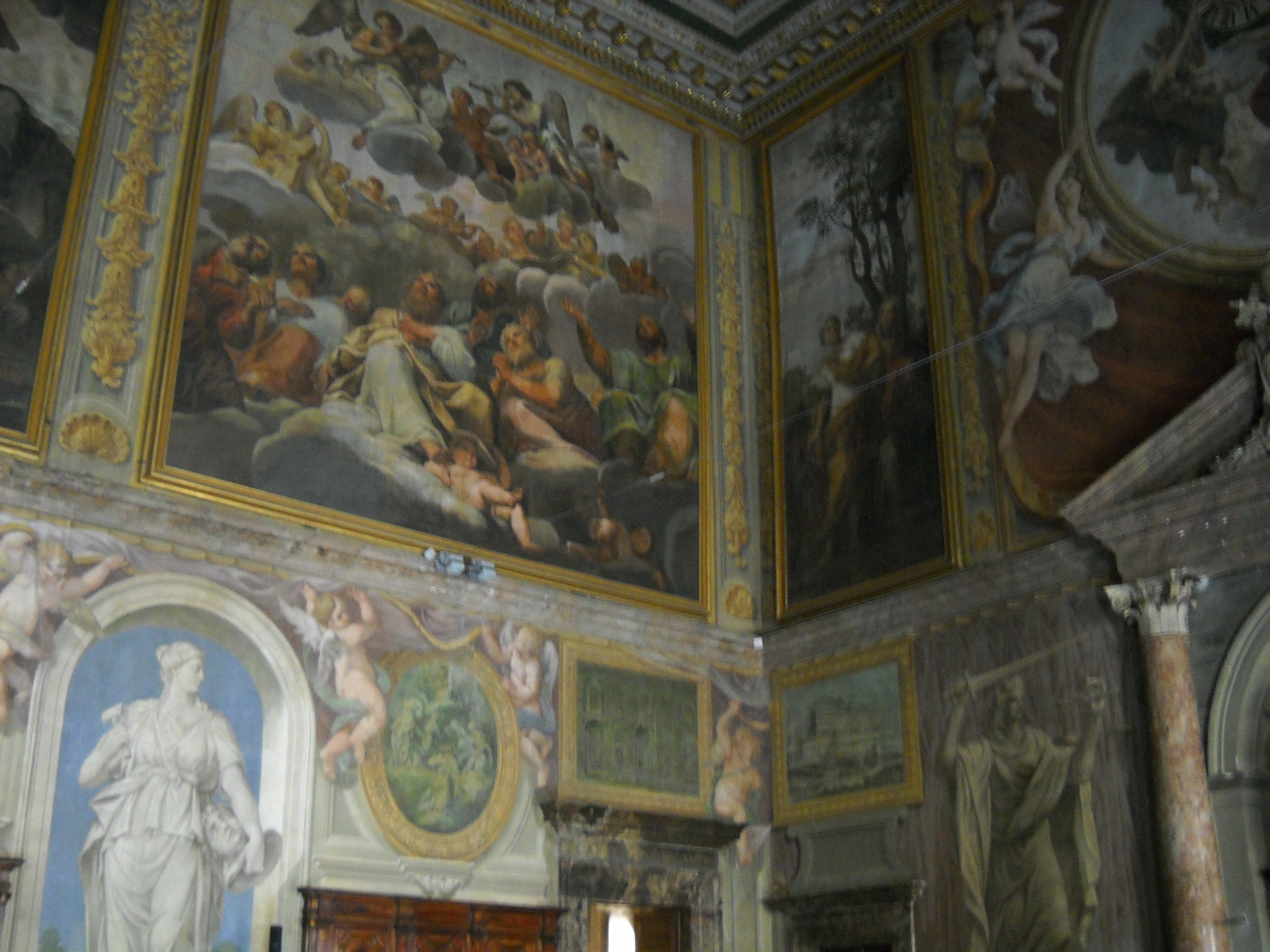
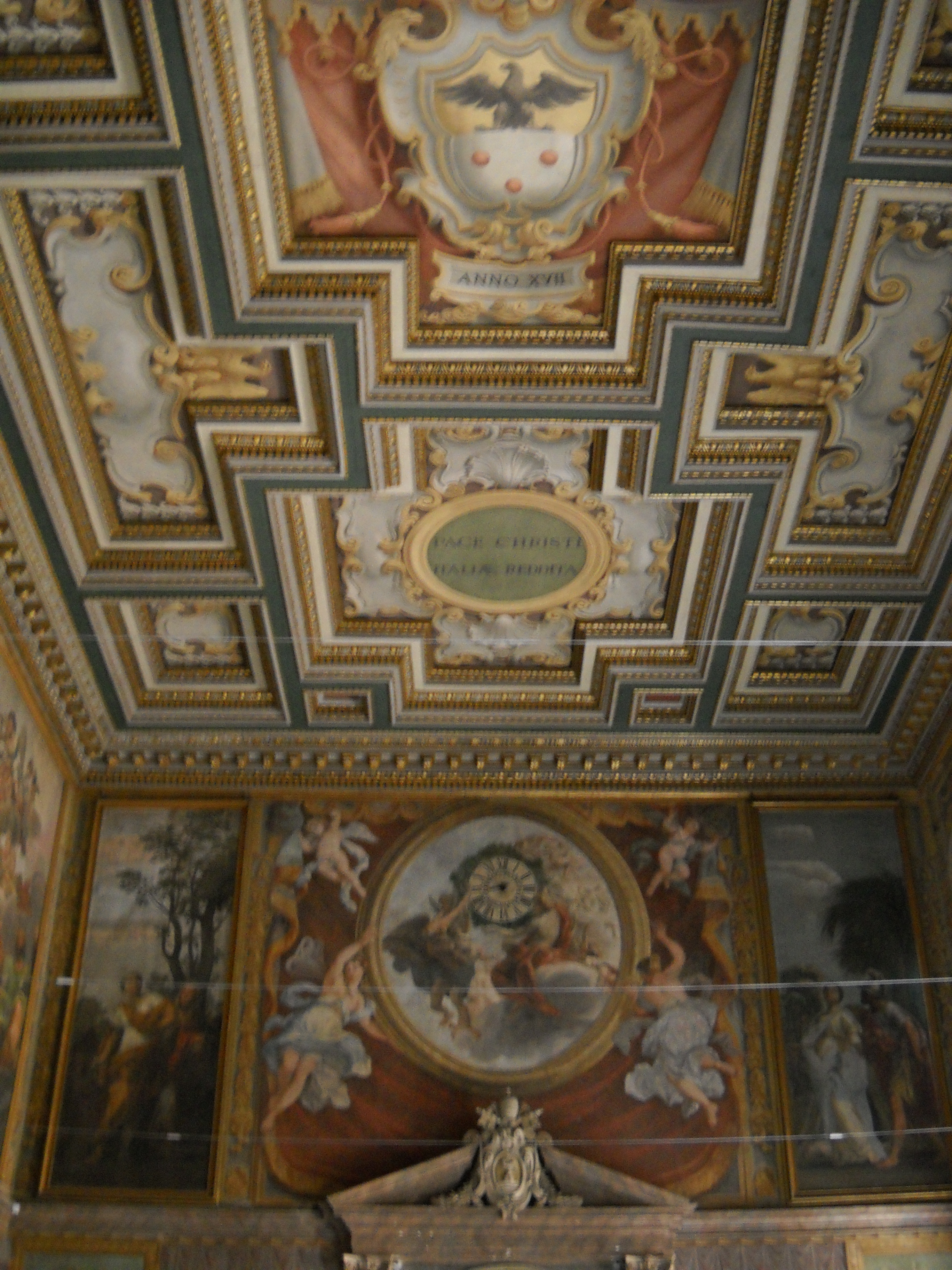

## 延伸阅读
- De Girolami Cheney, Liana. . Peter Lang. 2010: 309. ISBN 978-0820474946.